# Anduin
Anduin è un fiume di Arda, l'universo immaginario fantasy creato dallo scrittore inglese J. R. R. Tolkien.
Anduin è il fiume più lungo della Terra di Mezzo dopo la fine della Prima Era. Il suo nome in Sindarin significa appunto Lungo Fiume, viene anche chiamato Grande Fiume. Nasce a est delle Montagne Nebbiose e scorre verso sud fino al grande mare. Nelle ere ha rivestito un ruolo di primissimo piano per la storia della Terra di Mezzo.

## Il corso del fiume
L'Anduin ha un andamento da nord a sud, la sua ampia valle è chiusa ad est dalle Montagne Nebbiose, aprendosi ad un tratto di pianura dopo i boschi di Lothlórien. L'Anduin si insinua tra le alte rive degli Emyn Muil, raggiungendo un lago con al centro Tol Brandir e formando poi le Cascate di Rauros. Dopo la confluenza con l'Entalluvio il fiume si apre lasciando spazio all'isola di Cair Andros; dopo l'isola esso costeggia le terre d'Ithilien, compiendo una curva verso sud-ovest per sfociare nella Baia di Belfalas.

### Sorgenti
L'Anduin nasce da due differenti corsi d'acqua negli Ered Mithrin, entrambi chiamati "Lagwell" dagli Éothéod quando vivevano nella zona. La loro antica capitale Framsburg fu costruita alla confluenza dei due fiumi, dove l'Anduin vero e proprio iniziava.

### Foci
La foce dell'Anduin è un grande delta chiamato Ethir Anduin che si getta nel mare presso la baia di Belfalas. Si trova nel sud della Terra di Mezzo, tra il Lebennin e l'Harondor. Di fronte alle foci, quasi a chiudere il delta, sorge l'isola di Tôlfalas.

### Affluenti
Lungo il suo corso l'Anduin riceve i contributi dei corsi d'acqua:
- Fiume Iridato, affluente di destra che si immette nel Grande Fiume nei pressi dei Campi Iridati;[1]
- Nimrodel, affluente di destra che attraversa Lórien;
- Limterso, affluente di destra;
- Entalluvio, affluente di destra, proveniente dalla foresta di Fangorn, che si immette nell'Anduin con un vasto delta;
- Morgulduin, affluente di sinistra, proveniente dagli Ephel Dúath, che si immette nell'Anduin nei pressi di Osgiliath;
- Sirith, affluente di destra, proveniente dal Lossarnach;
- Poros, affluente di sinistra che sfocia nei pressi delle foci dell'Anduin.

### Insediamenti
L'antica capitale di Gondor, Osgiliath, è costruita a cavallo del fiume. A Sud di Osgiliath il fiume devia verso sud-ovest, passa a sud di Minas Tirith costeggiando il Rammas Echor, e sfocia con un grande delta nella Baia di Belfalas.

## Storia

Gli Argonath sulle sponde dell'Anduin rappresentati nel film La Compagnia dell'Anello

Fu nei pressi di Campo Gaggiolo, nelle rive settentrionali dell'Anduin che Isildur fu ucciso, e l'Unico Anello perduto; e fu lì, dopo quasi due millenni, che Déagol trovò l'Anello e Sméagol glielo sottrasse.
Dopo la caduta della capitale, Osgiliath, il fiume segnò il confine orientale dell'influenza del Regno di Gondor.

## Gli Argonath
All'ingresso fluviale del Regno di Gondor erano poste due statue gigantesche, chiamate Argonath, poste su entrambe le rive del fiume. Scolpite nella roccia dai Númenóreani, servivano da monito per chi giungeva da nord, ricordando la potenza di Gondor.
Gli Argonath, dette Le Colonne dei Re, erano state scolpite probabilmente intorno all'anno 1248 della Terza Era dal Re di Gondor Rómendacil II di ritorno dalla battaglia che lo vide vittorioso sugli Esterling, e rappresentavano le sembianze di Isildur e Anárion. Entrambe le statue avevano la mano sinistra alzata in segno di ammonimento e nella mano destra stringevano una grande ascia. Nell'adattamento cinematografico di Peter Jackson invece, sono raffigurati Isildur ed Elendil, quest'ultimo con in mano Narsil.